# 新潟県道463号白雲台乙和池相川線
新潟県道463号白雲台乙和池相川線（にいがたけんどう463ごう はくうんだいおとわいけあいかわせん）は、新潟県佐渡市（佐渡島内）の一般県道である。

## 概要

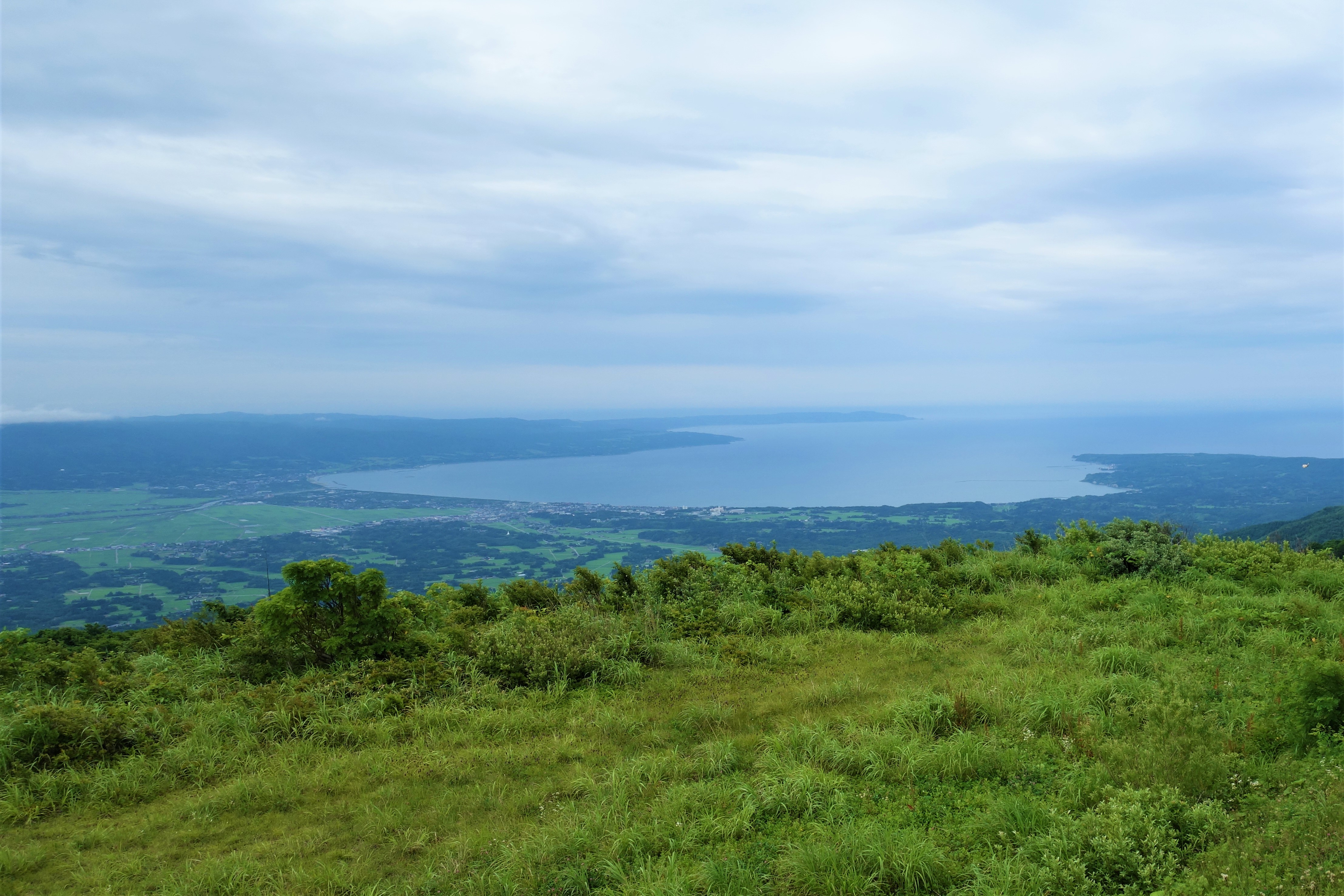
大佐渡スカイラインの白雲台から眺めた真野湾

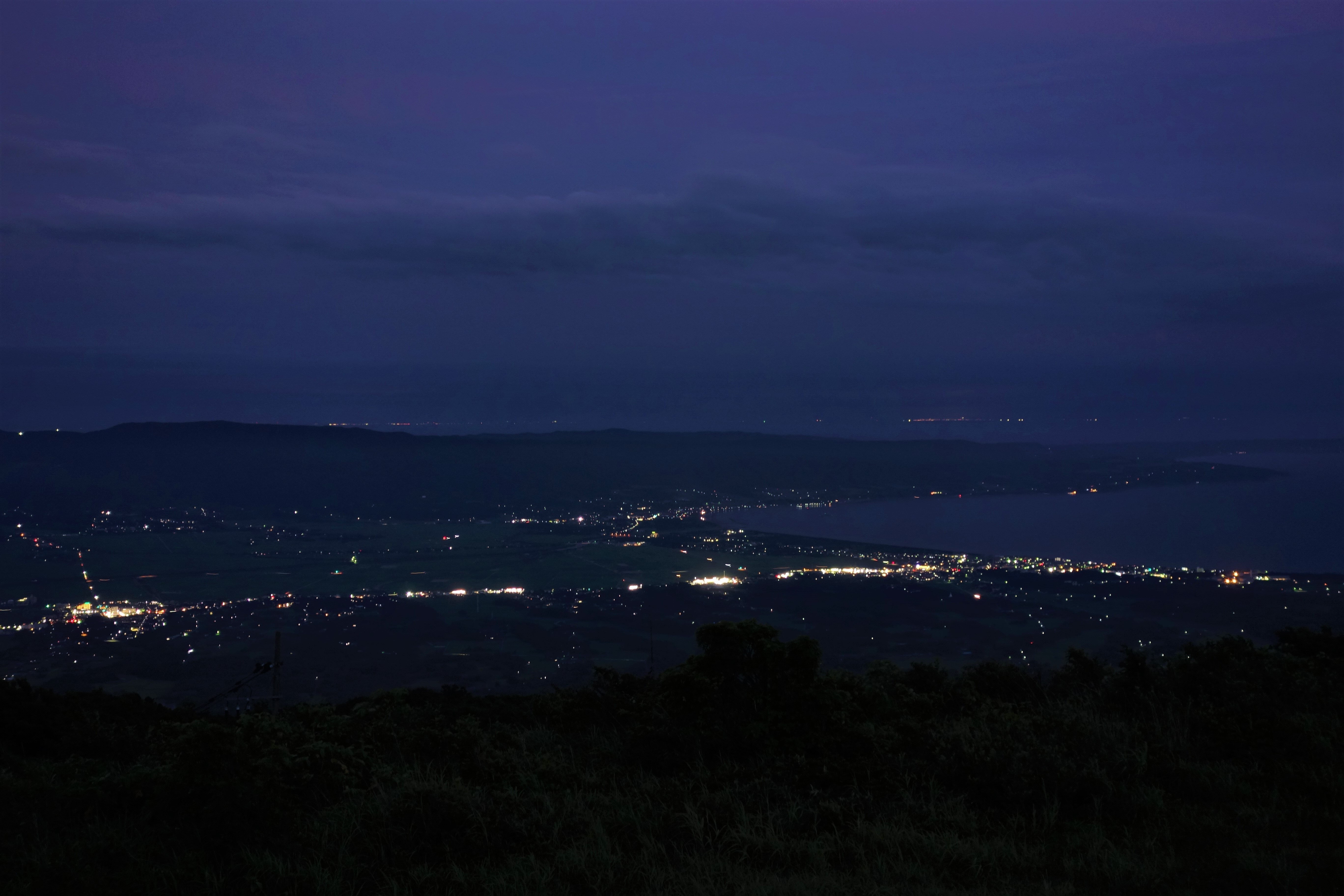
大佐渡スカイラインの白雲台から眺めた真野湾方面の夜景

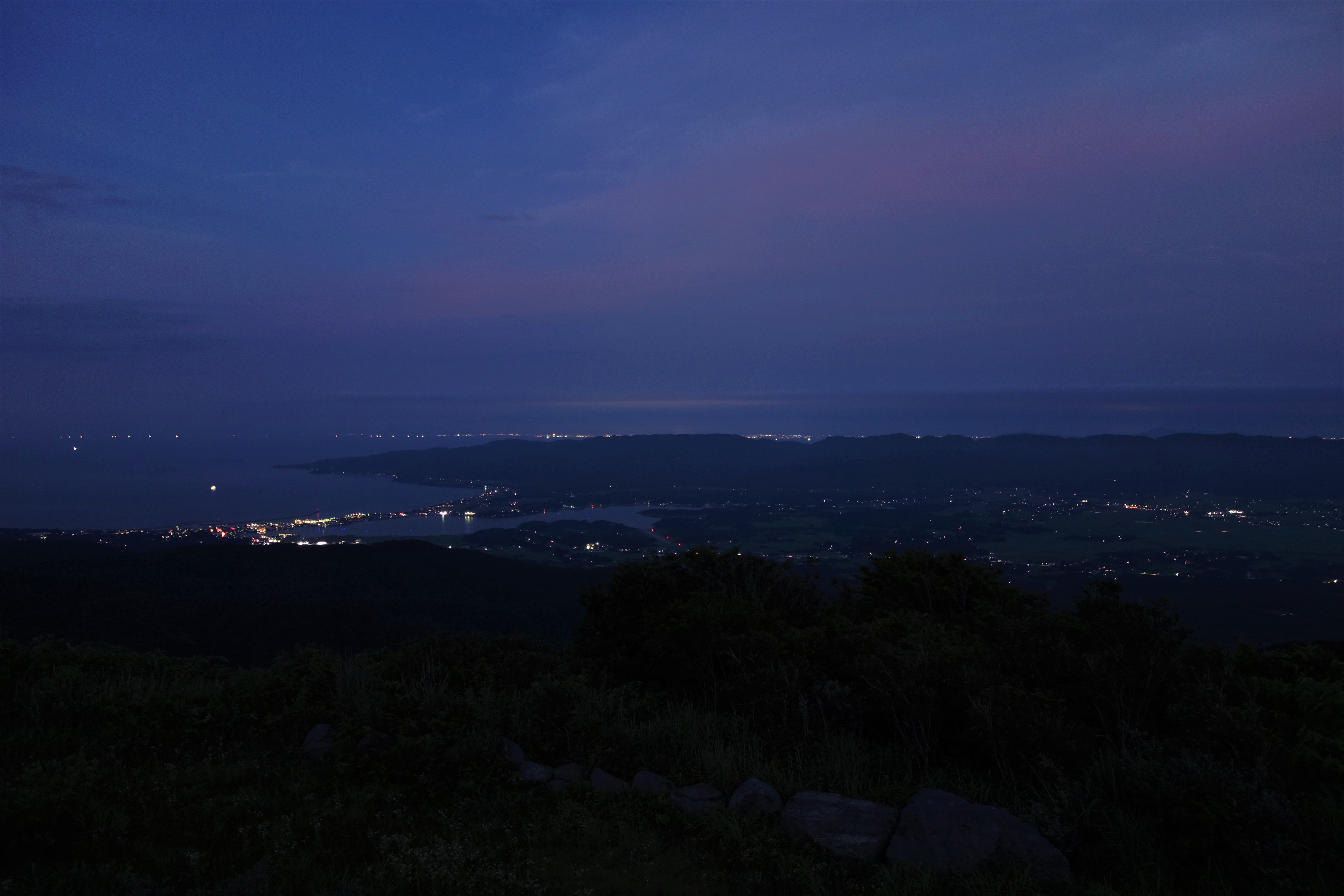
大佐渡スカイラインの白雲台から眺めた両津湾方面の夜景

佐渡市の白雲台（中興・金井地区）と相川地区を結ぶ観光道路。山岳道路で大佐渡山地を縦断する。金井地区新保（国道350号と接続）から白雲台へ至る佐渡市道、防衛省が管理する道路とあわせ、通称「大佐渡スカイライン（おおさど-）」と呼ばれる。沿線には妙見山、地獄谷、乙和池、大平高原、佐渡金山などがある。冬期（11月末頃 - 4月末頃）は閉鎖している。
- 起点：佐渡市中興
- 終点：佐渡市相川大間町

## 別名・通称
- 大佐渡スカイライン

## 地理
大佐渡山脈の尾根沿いを走る道路で、ふもとの相川から妙見山に向かって標高942mの最高地点まで登り、頂部の白雲台は佐渡南部を一望できるロケーションにある。途中の小仏峠に向かう斜面は、ヘアピンカーブが連続する区間がある。沿線の相川地区は、史跡佐渡金山があることで有名。

### 通過する自治体
- 新潟県
  - 佐渡市

### 交差する道路
- 新潟県道31号相川佐和田線（佐渡市相川大工町）

### 沿線
- 史跡佐渡金山（佐渡市相川銀山町）
- 小仏峠（佐渡市小川）
- 妙見山（佐渡市）
- 航空自衛隊佐渡分屯基地（佐渡市金井新窪）